# Reitzendorf (Dresden)
Reitzendorf ist ein Ortsteil der zur sächsischen Landeshauptstadt Dresden gehörenden Ortschaft Schönfeld-Weißig und zählt zum statistischen Stadtteil Schönfeld/Schullwitz.

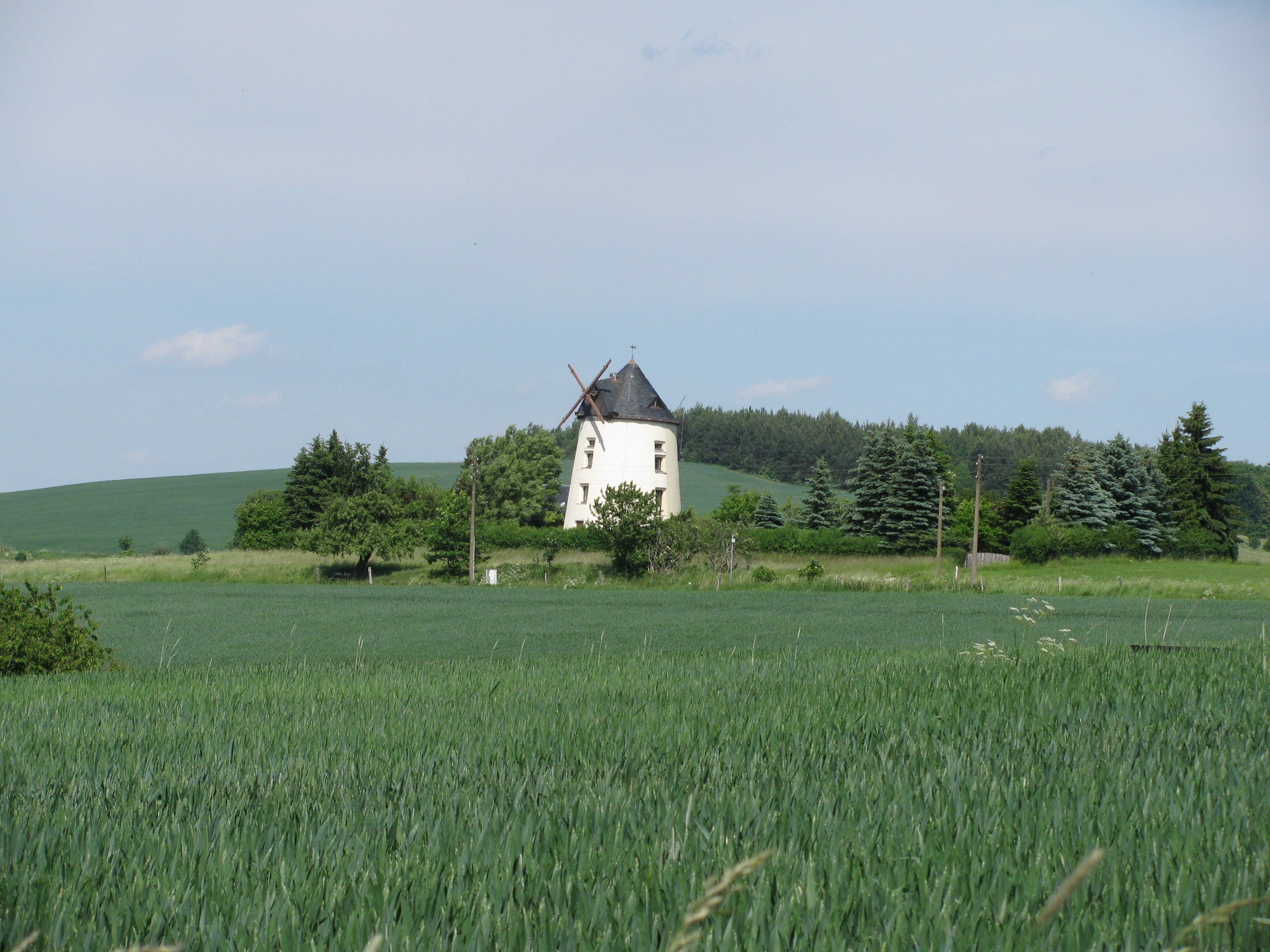
Die Reitzendorfer Windmühle, eines der Wahrzeichen des Schönfelder Hochlands

Der Ort wurde um 1200 von fränkischen Siedlern gegründet und im Jahre 1378 erstmals urkundlich erwähnt. Der Ortsname geht zurück auf den deutschen Personennamen „Richizo“. Die Ortschaft ist besonders landschaftlich geprägt, mit Laufe der Zeit wird Reitzendorf immer mehr ein Anziehungspunkt für Touristen.
2003 feierte man das 625-jährige Bestehen des Ortes.
Eine besondere Sehenswürdigkeit ist das seit 1992 bestehende Kleinbauernmuseum Reitzendorf. Südöstlich des Ortsteils, in Richtung Zaschendorf gelegen, steht mit der Reitzendorfer Windmühle eines der Wahrzeichen des Schönfelder Hochlands. Beide sind als Kulturdenkmale in der Liste der Kulturdenkmale in Reitzendorf aufgeführt.